# Municipio de Rutland (condado de LaSalle)
El municipio de Rutland (en inglés: Rutland Township) es un municipio ubicado en el condado de LaSalle en el estado estadounidense de Illinois. En el año 2010 tenía una población de 3698 habitantes y una densidad poblacional de 40 personas por km².

## Geografía
El municipio de Rutland se encuentra ubicado en las coordenadas 41°23′24″N 88°45′14″O / 41.39000, -88.75389. Según la Oficina del Censo de los Estados Unidos, el municipio tiene una superficie total de 92.44 km², de la cual 90.62 km² corresponden a tierra firme y (1.97%) 1.82 km² es agua.

## Demografía
Según el censo de 2010, había 3698 personas residiendo en el municipio de Rutland. La densidad de población era de 40 hab./km². De los 3698 habitantes, el municipio de Rutland estaba compuesto por el 96.97% blancos, el 0.46% eran afroamericanos, el 0.3% eran amerindios, el 0.51% eran asiáticos, el 0.03% eran isleños del Pacífico, el 1.11% eran de otras razas y el 0.62% pertenecían a dos o más razas. Del total de la población el 4.92% eran hispanos o latinos de cualquier raza.